# Benzylamine
Benzylamine is een primair aromatisch amine die bestaat uit een benzylgroep en een aminogroep. Het is de eenvoudigste aromatische amine met de aminogroep in een zijketen. De oplossing in water is een sterke base.

## Synthese
Er bestaan verschillende reacties voor de bereiding van benzylamine, waaronder:
- Reactie van benzylchloride met ammoniak:

{\displaystyle \mathrm {C_{7}H_{7}Cl\ +\ NH_{3}\longrightarrow \ C_{7}H_{9}N\ +\ HCl} }
- Reductie (hydrogenering) van benzonitril met waterstof:

- Reductie van fenylnitromethaan
- Reductieve aminering van benzaldehyde met ammoniak en waterstof
- Reactie van benzylbromide met aceetamide, gevolgd door hydrolyse van het gevormde amide

## Toepassingen
Benzylamine wordt veel gebruikt in organische syntheses. Het is een uitgangsproduct voor de vorming van diazoniumzouten. Het is een tussenproduct bij de synthese van een aantal kleurstoffen en pigmenten, geneesmiddelen, landbouwchemicaliën, aminozuren en andere verbindingen. Het is ook een corrosie-inhibitor.

## Toxicologie en veiligheid
Benzylamine is een corrosieve en huidirriterende stof. De damp irriteert de ogen en slijmvliezen.